# Сур (нохія)
Сур (араб. ناحية صور‎‎) — нохія у Сирії, що входить до складу району Дайр-ез-Заур провінції Дайр-ез-Заур. Адміністративний центр — м. Сур.
| Сирія | Це незавершена стаття з географії Сирії. Ви можете допомогти проєкту, виправивши або дописавши її. |